# Tenshin Bukō-ryū heihō.
Tenshin Bukō-ryū heihō (天真武甲流兵法) es un arte marcial koryū japonés que tiene sus raíces en Toda-ryū, fundado a finales del período Muromachi c. 1560 por Toda Seigen (戸田 清眼).
El ryū contiene un extenso plan de estudios de artes con armas que se centra en naginatajutsu (naginata, kagitsuki naginata (una naginata con una pequeña barra transversal debajo de la hoja, que se usa para desviar, atrapar y romper el armamento del enemigo), y nagamaki, pero también sōjutsu, bōjutsu kenjutsu y kusarigamajutsu.
Toda-ryu fue adoptado por la familia Suneya en la región montañosa de Chichibu. Entre otras armas, el clan aparentemente se centró en la naginata, y su estudio, durante muchas generaciones, se conoció como Suneya-kei naginatajutsu. A mediados del siglo XIX, Suneya Ryōsuke y Suneya Sato-o, marido y mujer, iniciaron un renacimiento de la tradición marcial. Esto se convirtió en Toda-ha Bukō-ryū. Desde Ryōsuke y Sato-o, Toda-ha Bukō-ryū se dividió en dos líneas, una ubicada en su hogar ancestral en Chichibu y la otra en Tokio. La línea Chichibu se extinguió en la primera parte del siglo XX. La línea de Tokio fue continuada por Komatsuzaki Koto-o y Yazawa Isao, dos estudiantes de Suneya. La mayoría de sus alumnos son desconocidos y, con una excepción, hay poca evidencia de que alguno de ellos continuara enseñando en las generaciones posteriores. La única excepción fue Murakami Hideo, quien primero fue alumno de Komatsuzaki y luego de Yazawa. Solo uno de sus alumnos, Kobayashi Seio, continuó la línea, que luego pasó a Nitta Suzuo, el sōke de la 19.ª generación. Fue seguida por el sōke de la 20.ª generación, Nakamura Yoichi.
Antes de su prematura muerte, Nakamura nombró a Kent Sorensen, director del núcleo Funabashi Dojo Japan, como sōkedairi de Toda-ha Bukō-ryū. En 2022, Sorensen, con el apoyo de todos los shihan (instructores con licencia), inició un segundo renacimiento de la escuela, cambiando el nombre a Tenshin Bukō-ryū heihō. Más allá del Funabashi Dojo, hay dojos activos en Francia, Estados Unidos, Canadá y Australia.